# Абапору
«Абапору» (порт. Abaporu) — картина бразильской художницы Тарсилы ду Амарал, написанная маслом на холсте в качестве подарка на день рождения писателю Освалду де Андраде, её тогдашнему мужу. «Абапору» переводится с языка тупи примерно как «людоед».
«Абапору» считается самой ценной картиной бразильской художницы. В 1995 году картина была продана на аукционе аргентинскому коллекционеру Эдуардо Костантини за 1,4 миллиона долларов. В настоящее время она выставлена в Музее латиноамериканского искусства (исп. Museo de Arte Latinoamericano de Buenos Aires, MALBA) в Буэнос-Айресе (Аргентина).
Композиция «один человек, солнце и кактус» вдохновила Освалда де Андраде на написание «Антропофагического манифеста», который положил начало движению Антропофагии, призванному «поглотить» инородную культуру, превращая её тем самым в нечто культурное бразильское.

## Картина
Тарсила ду Амарал описывала героя своей картины как «чудовищную одинокую фигуру с огромными ногами, сидящую на зелёной равнине и подпирающую рукой свою лёгкую, как пёрышко, крошечную голову. На фоне — кактус, взрывающийся абсурдным цветком». Фактически же «чудовищная» фигура представляет собой человека — обнажённого, без каких-либо украшений, бесполого и без определённого возраста. Анатомия его искажена — начиная с огромных ступни и руки внизу изображения, фигура постепенно сжимается до крошечной головы вверху.
Фон картины представляет собой примитивное отображение пейзажа. Здесь земля изображена в виде небольшого зелёного холмика, на котором сидит человек. Растительность представлена кактусом, изображённым справа от фигуры, небо — простым бледно-голубым фоном. Венчает всю композицию изображение золотого солнца или цветка кактуса.
Стиль «Абапору» восходит к французским модернистам, прежде всего к Фернану Леже, у которого Тарсила ду Амарал брала уроки живописи в Париже в 1924 году. Однако наибольшее сходство у «Абапору» прослеживается с работами испанских сюрреалистов, Пабло Пикассо и Жоана Миро, который также в 1924 году написал фигуру с огромной ногой.

## Провенанс
После смерти Тарсилы ду Амарал в 1973 году картина была передана в художественную галерею Пьетро Марии Барди, который продал её коллекционеру Эрико Штикелю. В 1984 году картина была куплена за 250 000 долларов Раулем де Соузой Дантасом Форбесом, который затем продал её на аукционе Кристис в Нью-Йорке в 1995 году.